# 泰順公主
泰顺公主（？—1593年），名朱轩姬，明朝公主，明神宗第八女，母亲是李德嫔。
朱轩姬于万历二十一年三月甲戌夭折，未封，追授泰顺公主。。